# Hydroxypivalinsäureneopentylglycolester
Hydroxypivalinsäureneopentylglycolester, kurz HPN ist eine chemische Verbindung und ein Ester der Hydroxypivalinsäure. Bekannt geworden ist die Substanz durch einen Vorfall am 22. Juni 2009 bei der BASF in Ludwigshafen, bei dem etwa zehn Tonnen HPN in den Rhein geflossen sind.

## Gewinnung und Darstellung
Hydroxypivalinsäureneopentylglycolester fällt als Nebenprodukt bei der Herstellung von Neopentylglycol aus Hydroxypivalinaldehyd an. Eine Möglichkeit, HPN als Hauptprodukt herzustellen, ist die Claisen-Tiščenko-Reaktion von Hydroxypivalinaldehyd unter basischer Katalyse. Als Katalysatoren sind Calciumhydroxid oder Calciumoxid geeignet.

## Eigenschaften
Die Verbindung ist thermisch instabil, ab etwa 150 °C beginnt ihre Zersetzung. Bei höheren Temperaturen ist sie brennbar, der Flammpunkt liegt bei 161 °C.

## Verwendung
Hydroxypivalinsäureneopentylglycolester ist ein Zwischenprodukt für die Herstellung von Polyestern, Lacken oder Weichmachern.